# Clara Longworth de Chambrun
Clara Longworth, comtesse de Chambrun, est une femme de lettres franco-américaine, spécialiste de Shakespeare.

## Biographie
Fille de Nicholas Longworth II (en) et de Susan Walker, Clara Longworth épouse le général Aldebert de Chambrun. Elle est la mère de René de Chambrun.
En 1921, l'année même du décès de sa fille, elle obtint un doctorat de la Sorbonne à l'âge de 48 ans et, cinq ans plus tard, le prix Bordin de l'Académie française pour un ouvrage sur Shakespeare, écrit en français. Elle est l'une des fondatrices de l'American Library à Paris et en est administratrice de 1921 à 1924. Elle est ensuite nommée chevalier de la Légion d'honneur en 1928.
À l'automne 1935, la comtesse de Chambrun loue son appartement du 58 rue de Vaugirard, à l'angle du jardin du Luxembourg, à la jeune poétesse Elizabeth Bishop, où celle-ci écrit « Cirque d'Hiver », son premier poème à paraître dans The New Yorker, et « Paris, 7 AM ».
Grâce au mariage de son fils avec Josée Laval, la fille de Pierre Laval, la comtesse de Chambrun peut maintenir l'American Library à Paris ouverte même après la déclaration de guerre de la France en septembre 1939 et met en place une structure administrative qui permet de préserver son indépendance après l'entrée en guerre des États-Unis. 
Elle en assume la direction jusqu'à l'automne 1944, date à laquelle ses liens avec Laval devinrent un handicap[réf. nécessaire]. Avant sa mort, cependant, des remerciements lui sont adressés pour son action.

## Œuvres
- Giovanni Florio - Un apôtre de la Renaissance en Angleterre à l'époque de Shakespeare - 1922
- Shakespeare, acteur-poète - 1926
- Hamlet, de Shakespeare - 1931
- Shakespeare retrouvé - 1947